# 마이 웨이 (2011년 영화)
"마이 웨이"(My Way)는 2011년 대한민국의 액션 드라마 전쟁 영화다. 감독은 강제규이며, 각본은 김병인, 나현이 맡았다. 주요 등장 인물은 장동건, 오다기리 조, 판빙빙 등이다. 디렉터스가 제작했으며, CJ 엔터테인먼트와 SK플래닛이 배급을 담당했다.
이 영화는 마라토너를 꿈꾸는 준식 (장동건)이 제2차 세계 대전에 일본군으로 징집되면서, 몽골, 소련, 독일을 거쳐 프랑스 노르망디에 이르기까지 지구 반 바퀴에 이르는 12,000 km 전장을 가로지른 이야기를 담았다.

## 줄거리
1938년 경성. 제2의 손기정을 꿈꾸는 마라토너 김준식과 일본대표 마라토너 하세가와 타츠오는 날마다 서로를 못잡아먹어서 안달난 철천지 원수다. 둘의 사이는 준식의 아버지가 갖고 온 택배(폭탄)로 인해 타츠오의 할아버지가 죽으면서, 그로인해 준식의 아버지가 오랫동안 고문생활을 하게 되면서 한층 심해진다. 그러던 어느날, 두사람을 비롯한 조선인과 일본인들은 마라톤 대결을 하게 되는데 분명히 준식이 1등으로 들어왔음에도 불구하고 일본인 심사대는 타츠오를 1등이라고 발표해버린다.
이에 반발한 조선인들이 심사대에 달려들어서 항의하다가 순사들에게 잡혀 끌려왔다. 그리고 법원의 처벌로 인해 제2차 세계대전에 일본군으로 강제 징집됐고 1년후, 일본군 대위가 되어 나타난 타츠오와 재회하게 된다. 타츠오가 재회한 뒤 얼마 안있어 소련군이 몰려오며 전쟁이 시작되는데 타츠오는 아군이 몰살당하는 와중에도 무조건적으로 돌격하라고 지시하는 몰상식한 행각을 벌였고 당연히 소련군에게 참패당해 징집병들은 국적을 막론하고 소련군의 부하가 되고만다. 하지만 이런 와중에도 그들은 서로를 맹렬하게 경계한다.

## 평가
중구난방이고 개연성이 부족한 스토리와 부족한 인물묘사, 없어도 되는 내용 등으로 평가가 좋지 않았다.

## 캐스팅
- 장동건 - 조선출신 마라토너 김준식 역
- 오다기리 조 - 김준식의 라이벌 하세가와 타츠오 역 (아역: 성유빈)
- 판빙빙 - 중국 게릴라 저격수 쉬라이 역
- 김인권 - 김준식의 친구 이종대 역
- 이연희 - 김준식의 여동생 김은수 역
- 김희원 - 춘복 역
- 오태경 - 광춘 역
- 곽정욱 - 민우 역
- 김시후 - 츠카모토 역
- 천호진 - 김준식의 아버지 역
- 윤희원 - 손기정 역
- 김인우 - 야마다 역
- 야마모토 타로 - 노다 역
- 하마다 마나부 - 무카이 역
- 츠루미 신고 - 타카쿠라 역
- 나츠야기 이사오 - 하세가와 타츠오 조부 역
- 사노 시로 - 하세가와 타츠오 부 역
- 나카무라 쿠미 - 하세가와 타츠오 모 역
- 도지한 - 고등학생 시절 김준식 역
- 코바야시 유키치 - 고등학생 시절 하세가와 타츠오 역
- 위지웅 - 마라톤 선수 역
- 서종철 - 마라톤 선수 역
- 박성택 - 일본장교 역
- 박태성 - 조선인기자 역
- 영건 - 조선징집병사 역
- 이창욱 - 조선징집병사 역
- 김성범 - 조선징집병사 역

## 같이 보기
- 노르망디의 한국인